# Armenia en los Juegos Paralímpicos de Río de Janeiro 2016
Armenia estuvo representada en los Juegos Paralímpicos de Río de Janeiro 2016 por dos deportistas femeninas. El equipo paralímpico armenio no obtuvo ninguna medalla en estos Juegos.